# دواء مضاد للروماتويد ومعدل لسير المرض
الأدوية المضادة للروماتويد والمعدلة لسير المرض أو الأدوية المضادة للروماتيزم المعدلة لسير المرض (بالإنجليزية: Disease-modifying antirheumatic drugs ومختصرها DMARDs)‏ هي مجموعة من الأدوية غير المتعلقة ببعضها لكن تعرف من خلال استعمالها في علاج التهاب المفاصل الروماتويدي وتبطيئها لتطور المرض. يستعمل هذا المصطلح ليقابل مضادات الالتهاب اللاستيرويدية والتي تعالج الالتهاب وليس السبب والستيرويدات التي تثبط المناعة لكن مفعولها غير كاف للحد من تطور المرض.
يمكن استعمال مصطلح «مضادات الروماتويد» أو «مضادات الروماتيزم» (بالإنجليزية: antirheumatics)‏ في السياق نفسه بعض النظر عن الإدعاء بفعالية هذه الأدوية. ومن المصطلحات التاريخية التي استعملت لوصف هذه الأدوية: الأدوية المسببة للهدأة (بالإنجليزية: remission-inducing drugs ومختصرها RIDs)‏ والأدوية المضادة للروماتويد بطيئة المفعول (بالإنجليزية: slow-acting anti-rheumatic drugs ومختصرها SAARDs)‏.

## التصنيف
تصنف الأدوية المضادة للروماتويد والمعدلة لسير المرض حسب الأصناف التالية:
- المصنعة
  - التقليدية مثل ميثوتركسيت
  - المستهدفة والتي طورت لتستهدف جزيئة معينة
- البايولوجية الأصلية والبدائل الحيوية.

## الأدوية
| الدواء                                                              | طريقة العمل                                                                                           |
| ------------------------------------------------------------------- | --- |
| أباتاسيبت                                                           | مثبط إشارة التنشيط المرافق للخلايا التائية                                                            |
| أداليموماب                                                          | مثبط عامل نخر الورم                                                                                   |
| آزاثيوبرين                                                          | مثبط تخليق البورين                                                                                    |
| كلوروكوين وهيدروكسي كلوروكوين (مضادات الملاريا)                     | تثبيط إنترلوكين 1 وعامل نخر الورم ألفا ويحفز استماتة الخلايا الالتهابية ويقلل الانجذاب الكيميائي      |
| سيكلوسبورين (سيكلوسبورين أ)                                         | مثبط كالسينيورين                                                                                      |
| د-بنيسيلامين (نادر الاستعمال حاليا)                                 | يقلل عدد الخلايا التائية وغيرها                                                                       |
| إيتانرسبت                                                           | مثبط عامل نخر الورم                                                                                   |
| غوليموماب                                                           | مثبط عامل نخر الورم                                                                                   |
| أملاح الذهب (أوروثيومالات الصوديوم وأورانوفين) (استعمال نادر حاليا) | غير معروفة                                                                                            |
| إنفليكسيماب                                                         | مثبط عامل نخر الورم                                                                                   |
| ليفلونوميد                                                          | مثبط تخليق البيريميدين                                                                                |
| ميثوتركسيت                                                          | مثبط تخليق البورين                                                                                    |
| مينوسيكلين                                                          | مثبط أراكيدونات 5-ليبوكسيجيناز                                                                        |
| ريتوكسيماب                                                          | ضد وحيد النسيلة اندماجي مضاد لكتلة التمايز 20 الموجودة على سطح الخلايا البائية                        |
| سلفاسالازين                                                         | يثبط إنترلوكين 1 وعامل نخر الورم ألفا ويحفز استماتة الخلايا الالتهابية ويزيد عوامل الانجذاب الكيميائي |